# Епископ врањски Сава
Сава (световно Драгослав Андрић; Душковци код Пожеге, 14. мај 1939 — Пожаревац, 2. децембар 1993) био је епископ Српске православне цркве.

## Световни живот
Сава (световно, Драгослав Андрић) рођен је 14. маја 1939. у селу Душковцима, код Ужичке Пожеге, од оца Веселина и мајке Перунике. Основну школу је завршио у родном месту, а нижу гимназију у Шетоњу. Богословију светога Саве завршио је у Београду, а такође и Богословски факултет Српске православне цркве.

## Монашки живот
Замонашен је у манастиру Горњаку од игумана Симона (Миличића) и рукоположен за јерођакона од епископа браничевског Хризостома. Све до избора за епископа био је ђакон епископа Хризостома и банатског Висариона, а такође и чиновник Епархијског управног одбора у Вршцу.
Изабран је за викарног епископа моравичког у мају 1982. године. У чин презвитера рукоположен је од епископа шумадијског Саве 22. маја 1982. и произведен у чин протосинђела. За епископа је хиротонисан у Саборној београдској цркви 20. јуна исте године од патријарха српског Германа, епископа шумадијског Саве и
тимочког Милутина. Изабран је за епископа врањског 1984, а за епископа браничевског 1991. године.
Умро је у Пожаревцу 2. децембра 1993. године и сахрањен крај Саборне цркве.

## Галерија
- гроб епископа Саве у порти пожаревачке Саборне цркве
- гроб епископа Саве у порти пожаревачке Саборне цркве